# Javier Ortigosa
Javier Ortigosa Contín (Pamplona (Iruñea), Baskija, 17. siječnja 1982.) je španjolski rukometaš. Igra na položaju lijevog vanjskog. Španjolski je reprezentativac. 
Rukomet je proigrao u svom rodnom gradu. Od 2001. do 2008. je igrao za San Antonio, nakon čega je prešao u Ademar Leon. 
Za Španjolsku je uoči europskog prvenstva 2008. bio dijelom šireg popisa reprezentativaca španjolskog izbornika.

## Uspjesi
Sa San Antoniom je u natjecateljskoj sezoni 2001./02. osvojio španjolsko prvenstvo, u natjecateljskoj sezoni 2003./04. Kup pobjednika kupova, a 2004./05. je opet osvojio španjolsko prvenstvo.
Španjolski kup je osvojio u natjecateljskoj sezoni 2001./02. i 2004./05., španjolski superkup je osvojio 2001./02., 2002./03. i 2004./05.

## Vanjske poveznice
- Liga prvaka Profil